# Albert Johan Roest

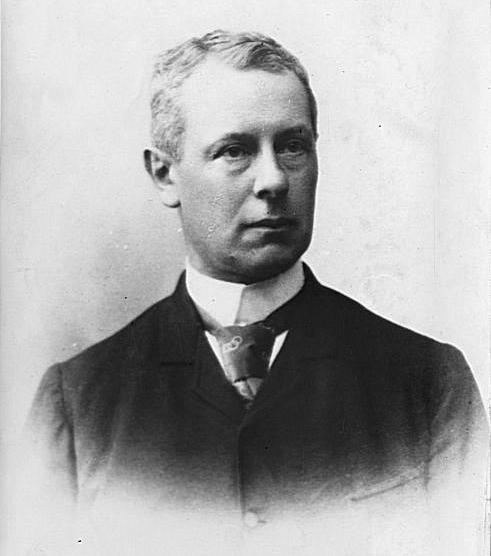
Albert Roest, portret uit circa 1900

Mr. Albert Johan Roest (Den Haag, 7 november 1837 - Den Haag, 21 april 1920) was een liberaal bestuurder die onder andere burgemeester van Den Haag en Commissaris van de Koningin van Zeeland was.
Roest was een zoon Carel Roest (1793-1857), viceadmiraal, en jonkvrouw Reiniera Johanna Albertine Sandberg (1808-1883). Hij trouwde op 22 april 1863 in Zwolle met Anna Adriana barones van Haersolte (1842-1917), dochter van politicus Johan Christiaan van Haersolte (1809-1881).
Hij studeerde Romeins en hedendaags recht aan de Hogeschool te Utrecht en promoveerde in 1860 op het proefschrift De artikelen 40 tot 49 en 198 van de Grondwet.
Hij volgde aanvankelijk een loopbaan bij de rechterlijke macht: substituut-Officier van Justitie te Zwolle (1862-1869) en Rotterdam (1869-1874) en Officier van Justitie te Rotterdam (1874-1887). In 1884, 1886 en 1887 was hij verliezend liberaal kandidaat voor de Tweede Kamer in het district Gouda.
Met ingang van 1 oktober 1887 werd hij burgemeester van Den Haag. Hij verscheen zelden in het publiek en bleef voor veel inwoners van zijn stad een onbekende. Tijdens zijn burgemeesterschap werd besloten tot de aanleg van een kanaal vanaf de Laak. In 1897 werd hem eervol ontslag verleend.
Van 1 juli 1897 tot 1 mei 1906 was Roest Commissaris van de Koningin van Zeeland. Ook in deze functie richtte hij zich vooral op zijn ambtelijke taken binnen het provinciaal bestuur en kwam daarbij nauwelijks in aanraking met de Zeeuwen, in tegenstelling tot zijn voorgangers. Dit resulteerde in de voor die tijd opmerkelijke afscheidswoorden in de Middelburgsche Courant: "... voor onze samenleving toonde de heer Roest geen belangstelling. Uit dat oogpunt bezien laat zijn verblijf in ons midden geen enkel spoor achter. Mr. Roest had blijkbaar voor zijn persoon aan sympathie van de Zeeuwen in 't algemeen en van de Middelburgers in 't bijzonder geen behoefte. En hierdoor was er ook bij hen daarvan geen sprake".
Na zijn vertrek uit Zeeland in 1906 ging hij in Den Haag wonen. Hij overleed op 21 april 1920 en werd op 24 april 1920 op de begraafplaats Oud Eik en Duinen in Den Haag begraven. Hij was ridder in de Orde van de Nederlandse Leeuw.